# John Arnold
Pour les articles homonymes, voir John Arnold (homonymie) et Arnold.
John Stanley Kenneth Arnold, né le 12 juin 1953 à Sheffield, est un prélat catholique anglais, évêque de Salford depuis 2014. Sa devise est : Quo fas vocat.

## Biographie
John Arnold naît à Sheffield et poursuit ses études d'abord à la Mylnhurst Convent School, puis à la Grace Dieu Manor School et au Ratcliffe College, ces deux derniers établissements étant tenus par l'Institut de la Charité (pères rosminiens). En 1975, il est diplômé en droit du Trinity College d'Oxford puis il est appelé au barreau au Middle Temple en 1976 après des études au Council of Legal Education.
John Arnold quitte le barreau pour entrer au séminaire en vue de la prêtrise. Il est ordonné prêtre le 16 juillet 1983 par le cardinal Hume OSB, 
archevêque de Westminster. Il poursuit ensuite ses études (commencées en 1981) à la grégorienne jusqu'en 1985 date à laquelle il est nommé chapelain de la cathédrale de Westminster jusqu'en 1988, puis vice-administrateur de la cathédrale de 1988 à 1993. En 1993, il est nommé curé de Notre-Dame-du-Mont-Carmel-et-Saint-Georges d'Enfield. De 2001 à 2005, il est vicaire général et chancelier de l'archidiocèse. En reconnaissance de son office, il est nommé chapelain de Sa Sainteté.

## Évêque auxiliaire
John Arnold est nommé évêque auxiliaire de l'archidiocèse de Westminster en décembre 2006, et en conséquence il est consacré par le cardinal Murphy-O'Connor avec la titulature de Lindisfarne,. Il est responsable de la pastorale des doyennés de Barnet, Brent, Enfield, Haringey et Harrow et préside la CAFOD (Catholic Church's aid and development agency), visitant donc l'Afrique. En outre, il préside l'Oxford and Cambridge Catholic Education Board.

## Évêque de Salford
Le 30 septembre 2014, Mgr Arnold est nommé par le pape onzième évêque de Salford pour succéder à Terence Brain (en) ayant atteint la limite d'âge. Son installation à la cathédrale de Salford a lieu le 8 décembre 2014, en la fête de l'Immaculée Conception.
En 2015, John Arnold a lancé une période de consultation afin de réorganiser le diocèse. La proposition de restructuration du diocèse est publiée en juillet 2016 et les réactions des fidèles sont audibles jusqu'en  octobre 2016. La conclusion est publiée en janvier 2017. Cette restructuration impose une réduction draconienne du nombre de paroisses et d'églises du diocèse à cause de la baisse brutale et continue de la pratique catholique.